# Adiantum calcareum
Adiantum calcareum är en kantbräkenväxtart som beskrevs av Joseph Gaertner. Adiantum calcareum ingår i släktet Adiantum och familjen Pteridaceae. Inga underarter finns listade.